# Campeonato Sergipano de Futebol de 2006
O Campeonato Sergipano de Futebol de 2006 foi a 88º edição do torneio e teve como campeão o Pirambu, que assim conquistou seu primeiro título estadual e garantiu vaga na Copa do Brasil 2007 e no Campeonato Brasileiro da Série C de 2006. O vice-campeão, Confiança, conquistou a segunda vaga do estado para a Série C de 2006. Os seis melhores colocados se classificaram para a Copa Governo do Estado de Sergipe de 2006.

## Formato
O campeonato foi disputado em fase única. Todas as equipes jogaram entre si, em turno e returno. A equipe com maior número de pontos acumulados sagrou-se campeã. Se houvesse empate em número de pontos, as duas melhores equipes disputariam uma série de até três partidas extras, sendo campeã a equipe que somasse primeiro cinco pontos. As duas equipes piores colocadas foram rebaixadas para a série A2 de 2007.

### Critérios de desempate
Os critério de desempate foram aplicados na seguinte ordem.
1. Maior número de vitórias
2. Maior saldo de gols
3. Maior número de gols pró (marcados)
4. Maior número de gols contra (sofridos)
5. Confronto direto
6. Sorteio

## Equipes participantes
| - Amadense Esporte Clube[i] (Nossa Senhora da Glória) - Sociedade Boca Júnior Futebol Clube (Cristinápolis) - Associação Desportiva Confiança (Aracaju) - Associação Atlética Guarany (Porto da Folha) - Associação Olímpica de Itabaiana (Itabaiana) | - Atlético Clube Lagartense (Lagarto) - Olímpico Esporte Clube (Itabaianinha) - Olímpico Pirambu Futebol Clube[i] (Pirambu) - Riachuelo Futebol Clube (Riachuelo) - Club Sportivo Sergipe (Aracaju) |

i. ^ Promovidos da série A2 de 2005.

## Classificação
| Pos. | Equipe      | Pts | J  | V  | E | D  | GP | GC | SG  |
| ---- | ----------- | --- | -- | -- | - | -- | -- | -- | --- |
| 1    | Pirambu     | 38  | 18 | 12 | 2 | 4  | 37 | 18 | 19  |
| 2    | Confiança   | 36  | 18 | 11 | 3 | 4  | 33 | 14 | 19  |
| 3    | Sergipe     | 36  | 18 | 10 | 6 | 2  | 30 | 18 | 12  |
| 4    | Itabaiana   | 33  | 18 | 10 | 3 | 5  | 29 | 19 | 10  |
| 5    | Lagartense  | 27  | 18 | 7  | 6 | 5  | 22 | 17 | 5   |
| 6    | Olímpico    | 26  | 18 | 8  | 2 | 8  | 28 | 30 | -2  |
| 7    | Amadense    | 22  | 18 | 6  | 4 | 8  | 21 | 24 | -3  |
| 8    | Guarany-SE  | 14  | 18 | 3  | 5 | 10 | 21 | 30 | -9  |
| 9    | Riachuelo   | 10  | 18 | 2  | 4 | 12 | 18 | 39 | -21 |
| 10   | Boca Júnior | 8   | 18 | 1  | 5 | 12 | 11 | 41 | -30 |

## Premiação
| Campeonato Sergipano de 2006                       |
| Sergipe                                            |
| -------------------------------------------------- |
| OLÍMPICO PIRAMBU FUTEBOL CLUBE Campeão (1º título) |

## Artilharia
- 15 gols: Alex Paulista (Sergipe)

|  |  |  |